# Московский международный университет
Московский международный университет (полное название Автономная некоммерческая организация высшего образования «Московский международный университет» (ММУ), прежнее название Международный университет в Москве) — российское высшее учебное заведение. Один из первых частных вузов в новейшей истории России.
В 2023 году университет занял 15 место в Рейтинге крупнейших университетов России по количеству студентов (24 319 чел.) и 15 место среди вузов России по количеству иностранных студентов (2964 чел.).

## История
Решение о создании вуза было принято в августе 1991 года. Президент СССР М. С. Горбачёв и Президент США Дж. Буш (старший) договорились о создании советско-американского университета. 14 сентября 1991 года было подписано Распоряжение Президента СССР № РП-2572 «О Международном университете». В январе 1992 года статус университета был подтверждён Распоряжением Президента Российской Федерации Б. Н. Ельцина.
Первым президентом и создателем университета является Г. Х. Попов, первым ректором был Г. А. Ягодин.
Согласно мониторингу РИА Новости и НИУ ВШЭ, проводившемуся в рамках совместного проекта «Общественный контроль за процедурами приёма в вузы как условие обеспечения равного доступа к образованию», подготовленному по заказу Общественной палаты РФ в 2011 году, Международный университет занял 2-е место по качеству приёма студентов в негосударственные вузы.
Среди учредителей Московского международного университета — Вольное экономическое общество России и Московская школа нового кино.
Университет занимает бывшее здание московской Высшей партийной школы КПСС (Ленинградский проспект, 17).

## Деятельность
В соответствии с данными мониторинга Министерства науки и высшего образования обучение в университете ведётся по восьми направлениям: психологические науки, зкономика и управление, юриспруденция, языкознание и литературоведение, искусствознание, сценические искусства и литературное творчество, экранные искусства, средства массовой информации и информационно-библиотечное дело.

#### Образовательная структура
В структуре университета функционирует лицей, институт иностранных языков и 17 кафедр:
- Юриспруденции
- Экономики и управления
- Естественно-научных дисциплин
- Гуманитарных наук
- Физической культуры
- Иностранных языков и речевой коммуникации
- Журналистики
- Рекламы и связей с общественностью
- Гражданского и уголовного права и процесса
- Лингвистики и межкультурной коммуникации
- Истории, теории государства и права и международного права
- Общегуманитарных наук и массовых коммуникаций
- Психологии
- Романо-германской филологии и востоковедения
- Экономики и финансов
- Менеджмента
- Государственного и муниципального управления

## Партнёры
- Колледж Вашингтона и Джефферсона (Пенсильвания, США)[12]
- Миссисипский университет (Миссисипи, США)[13]
- Международный университет Акита (Япония)[14]
- Институт администрирования и управления при Высшей школе торговли (Париж, Франция)[15]
- Леонский университет (Леон, Испания)[16]
- Европейский университет[17]

## Выпускники
- См.: Выпускники Московского международного университета